# Kevin Hearn
Kevin Neil Hearn (* 3. července 1969 Grimsby, Ontario, Kanada) je kanadský kytarista, zpěvák a hráč na klávesové nástroje. Dříve hrál s Look People a Rheostatics. V současné době je členem skupin Barenaked Ladies, Kevin Hearn and Thin Buckle a rovněž doprovází Lou Reeda při jeho turné.

## Diskografie
Sólová alba
- Mothball Mint (1997)
- Cloud Maintenance (2011)

Ostatní
- More Songs About Hats and Chickens (Look People, 1989)
- Small Fish, Big Pond (Look People, 1990)
- Boogazm (Look People, 1991)
- Crazy Eggs (Look People, 1993)
- Pants (Corky and the Juice Pigs, 1994)
- Music Inspired by the Group of Seven (Rheostatics, 1995)
- Rock Spectacle (Barenaked Ladies, 1996)
- Stunt (Barenaked Ladies, 1998)
- The Story of Harmelodia (Rheostatics, 1999)
- Maroon (Barenaked Ladies, 2000)
- H-Wing (Kevin Hearn and Thin Buckle, 2001)
- Everything to Everyone (Barenaked Ladies, 2003)
- Barenaked for the Holidays (Barenaked Ladies, 2004)
- Night Light (Kevin Hearn and Thin Buckle, 2004)
- The Love Song Years (The Cousins, 2004)
- As You Like It (Barenaked Ladies, 2005)
- The Whale Music Concert, 1992 (Rheostatics, 2005)
- Calling Out the Chords, Vol. 1 (Rheostatics, 2005)
- I Will Break Your Fall (Fernando Saunders, 2006)
- Extended Versions (Barenaked Ladies, 2006)
- The Miracle Mile (Kevin Hearn and Thin Buckle, 2006)
- Barenaked Ladies Are Me (Barenaked Ladies, 2006)
- Barenaked Ladies Are Men (Barenaked Ladies, 2007)
- Snacktime! (Barenaked Ladies, 2008)
- Havana Winter (Kevin Hearn and Thin Buckle, 2009)
- All in Good Time (Barenaked Ladies, 2010)
- Lollapalooza Live (Lou Reed, 2011)
- Green Sprouts Music Week 1993 (Rheostatics, 2012)